# 吉井陣屋

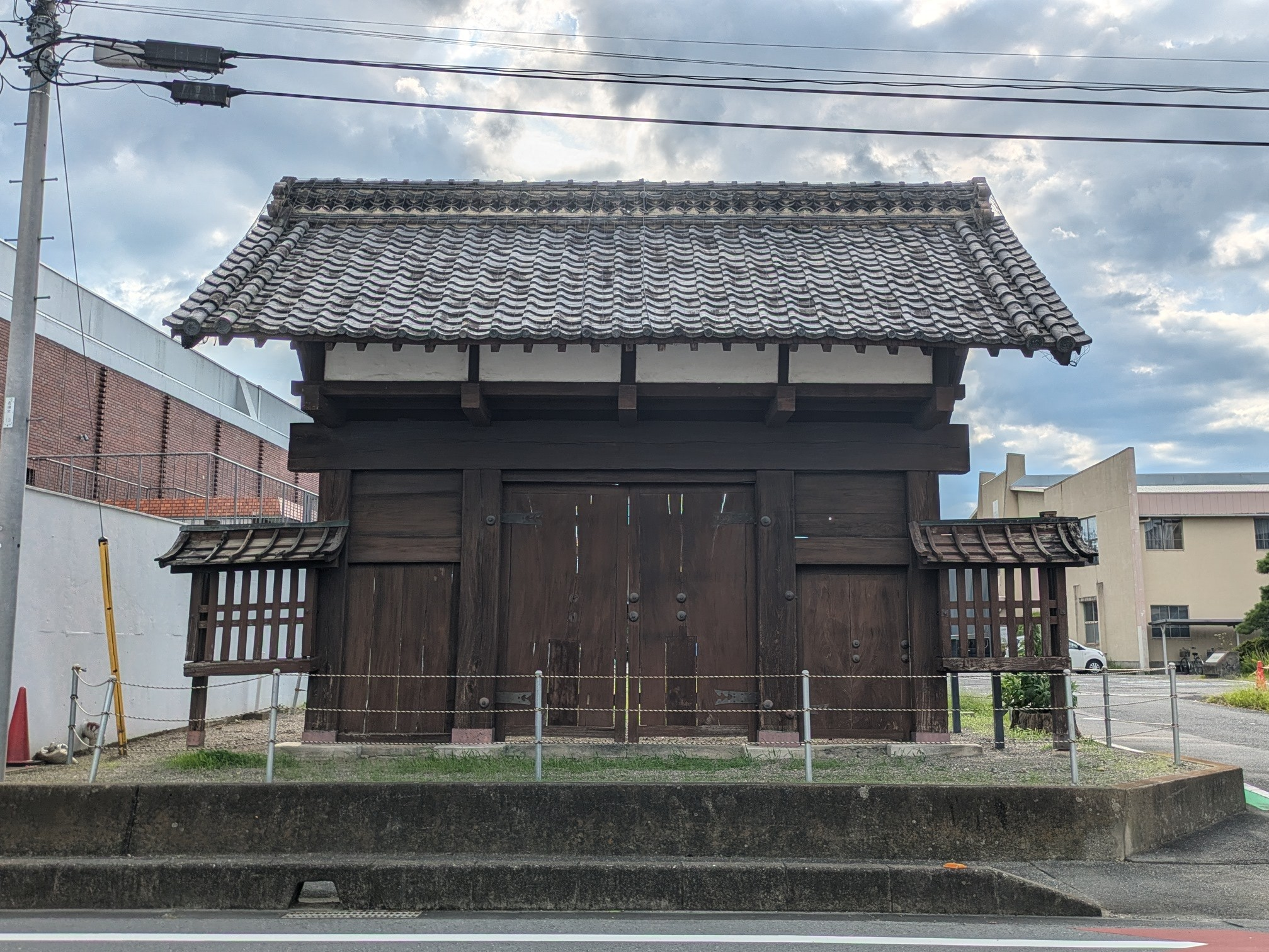
吉井陣屋の表門

吉井陣屋（よしいじんや）は、上野国多胡郡（現：群馬県高崎市吉井町）にあった陣屋。吉井藩の藩庁が置かれた。鷹司松平家の藩主が代々江戸定府のため、陣屋の規模も代官を置く程度の小規模なものであった。

## 概要
宝暦2年（1752年）、陣屋を第3代藩主松平信有が矢田から吉井に移し構えたことに始まる。
陣屋の規模は東西120間（218m）、南北80間（145m）で、周囲を土塁で廻らし、南側に表門を、東側に作門・不浄門を設け、藩士の屋敷などを置いた。

## 遺構
陣屋は、現在の吉井郷土資料館の北方（高崎市吉井町吉井字旧陣）に築かれていた。現在は市街地となって大半の遺構は消滅したが、吉井小学校の南側の道路を東へ行ったところにある春日神社跡に南西部の土塁が残っている。また陣屋跡の一角に幕末期に江戸から避難してきた藩士のために建てられた足軽長屋が現存している。
建物では、陣屋跡から南50mほどのところにある吉井文化会館の隅に、表門が移築現存している（高崎市指定重要文化財）。